# 1994年德國聯邦議院選舉

選舉結果

1994年德國聯邦議院選舉在1994年10月16日進行，選出第13屆德國聯邦議院。基民盟/基社盟在選舉中維持最大黨團的地位，在672個議席中獲得了294個議席。赫尔穆特·科尔因此留任德國總理職務。聯盟90/綠黨在這次選舉中成為國會第三大黨，使自由民主黨在二戰後第一次失去了德國國會第三大黨的地位。民主社會主義黨在東柏林地區贏得了4個選舉區。